# Typhoonklasse
De Typhoonklasse is een type kernaangedreven onderzeeboot ingezet door de marine van de Sovjet-Unie in de jaren 1980. Met een waterverplaatsing van 26.000 ton zijn de Typhoons de grootste onderzeeërs ooit gebouwd. De NAVO-codenaam komt van het gebruik van het woord "typhoon" door Leonid Brezjnev tijdens een speech in 1974 waarbij hij een nieuw type onderzeeboot omschreef.

## Omschrijving
De Typhoonklasse werd ontwikkeld onder Project 941 als de Akula-klasse (Russisch: Подводные лодки проекта 941 «Акула»), wat 'haai' betekent. Het wordt weleens verward met andere onderzeeërs, omdat Akula de NAVO-codenaam is voor de aanvalsonderzeeërs van de Russische Project 971 Sjtsjoeka-B-klasse.
Typhoonklasse-onderzeeërs zijn een van de stilste schepen in dienst. Naast de raketbewapening hebben ze zes torpedobuizen, waarvan er twee ontworpen zijn voor de SS-N-15-raketten of Type 53-torpedo's en de andere vier voor SS-N-16-raketten of Type 65-torpedo's of zeemijnen. Een Typhoon kan onder normale omstandigheden tot 180 dagen onder water blijven, en waarschijnlijk langer indien nodig.
Typhoonklasse-onderzeeërs hebben meerdere drukrompen waardoor het interne ontwerp simpeler werd, waarbij de boot veel breder is dan een normale onderzeeër. De hoofdconstructie van de onderzeeër bestaat uit twee Deltaklasse-drukrompen parallel aan elkaar, met een kleinere drukromp erbovenop en twee drukrompen voor torpedo's en stuurinstallaties. Dit vergroot ook de overlevingskansen in het geval van nood, omdat de bemanning naar een andere romp kan en dan de kans op zinken veel kleiner is.
Zes Typhoons zijn gebouwd, elk met twintig SS-N-20-raketten. In de eerste plaats kregen de onderzeeërs alleen een nummer, maar kregen namen toen ze werden overgenomen door de Russische marine. Het eerst gebouwde schip, de Dmitri Donskoj, bleef het langst in dienst. Het bleef actief tot 20 juli 2022. De Typhoons worden vervangen door de Borejklasse.

## Trivia
- De onderzeeër in de roman en de film The Hunt for Red October moet de zevende boot in deze klasse voorstellen.